# 鮑伯·古喬內
鮑伯·古喬內（英語：Bob Guccione，1930年12月17日—2010年10月20日），全名為羅伯·查理·喬瑟夫·愛德華·薩巴提尼·古喬內（英語：Robert Charles Joseph Edward Sabatini Guccione），生於紐約布魯克林區，為知名成人雜誌《閣樓》(Penthouse)的創辦人。

## 生平
生於紐約布魯克林，為西西里裔。早年曾當過油漆工人、動畫師。其間曾於英國短暫定居。
於1965年創辦《閣樓》雜誌，原本是在英國出版，至1969年，於北美亦發售。雜誌以輕度情色圖片見稱，高峰時期曾與另一情色雜誌《花花公子》匹敵。
1982年被《福布斯》選為財富排行榜首400名的富翁之一，於紐約曼哈頓擁有2,000平方米的私人住宅。後來因多項投資失利，財富急速萎縮，於2003年8月，雜誌社宣告進入破產保護，而古喬內本人亦於2004年辭去雜誌社執行長一職。
2010年10月20日，病逝於德州。